# Jumpei Hayakawa
Jumpei Hayakawa (japanisch 早川 隼平 Hayakawa Jumpei; * 5. Dezember 2005 in der Präfektur Saitama) ist ein japanischer Fußballspieler.

## Karriere

### Verein
Jumpei Hayakawa erlernte das Fußballspielen in der Jugendmannschaft des Erstligisten Urawa Red Diamonds. Sein Erstligadebüt gab der Jugendspieler am 28. Juni 2023 (12. Spieltag) im Heimspiel gegen Shonan Bellmare. Bei dem 4:1-Erfolg wurde er in der 76. Minute für Atsuki Itō eingewechselt. Am 4. November 2023 stand er mit den Urawa Reds im Finale des Ligapokals. Hier verlor man gegen den Erstligisten Avispa Fukuoka mit 2:1. Anfang Mai 2024 wechselte er auf Leihbasis zum Zweitligisten Fagiano Okayama. Am Ende der Saison 2024 belegte er mit Okayama den fünften Tabellenplatz und qualifizierte sich somit zu den Aufstiegsspielen zur ersten Liga. Hier konnte man sich im Finale gegen Vegalta Sendai durchsetzen und stieg somit in die erste Liga auf. Nach der Ausleihe kehrte er im Januar 2025 wieder zu den Urawa Reds zurück.

### Nationalmannschaft
Jumpei Hayakawa spielte 2023 zweimal für die japanische U19-Nationalmannschaft.

## Erfolge
Urawa Red Diamonds
- Japanischer Ligapokalfinalist: 2023